# Матулович-Дропулич, Марина
Марина Матулович-Дропулич (хорв. Marina Matulović-Dropulić, р. 21 июня 1942, Загреб, Хорватия) — хорватский политик, член Хорватского демократического содружества, министр в трёх составах Правительства Хорватии, мэр Загреба в 1996—2000 годах, член Хорватского сабора в 2000—2003 годах.
В 2007 году была включена в избирательный список от ХДС, но осталась на должности министра.
По профессии Марина Матулович-Дропулич — архитектор.